# Bitwa pod Messaną
Bitwa pod Messaną – pierwsze ze starć w czasie I wojny punickiej, miało miejsce w roku 264 p.n.e.
W roku 264 p.n.e. armia rzymska w sile 20 000 ludzi dowodzonych przez konsula Appiusza Klaudiusza Caudeksa wkroczyła na Sycylię. W odpowiedzi na te działania Kartagińczycy skierowali w te strony własną armię, wspartą przez Syrakuzy i inne miasta greckie. Pomimo tego, siły Kartagińczyków były zbyt małe, aby pokonać Rzymian, których główne siły znajdowały się w Mesynie (Messana). Próby zdobycia miasta podjął władca Syrakuzan Hieron II, który wystawił swoją armię naprzeciwko ustawionych w szyku bojowym Rzymian. Doszło do długiej i zaciętej bitwy, w wyniku której Rzymianie pokonali Syrakuzan, ścigając ich aż do obozu. Pokonany Hieron wycofał się do Syrakuz. Odejście Syrakuzan ośmieliło konsula rzymskiego do ataku na znajdujące się pod miastem siły Kartagińczyków, które ostatecznie wyparto z okolic Mesyny. Po tych zwycięstwach Caudeks obległ Syrakuzy, przy okazji niszcząc znaczne połacie kraju.

## Literatura
- Bernard Nowaczyk: Kartagina 149-146 p.n.e. Wyd. Bellona, Warszawa 2008.